# Зараз або ніколи
«Зараз або ніколи» (англ. Now or Never) — американська короткометражна кінокомедія режисера Хела Роача 1921 року.

## Сюжет
Подруга Гарольда попросила доглянути за дитиною в потязі. Вона й уявити не могла, чим це для нього обернеться.

## У ролях
- Гарольд Ллойд — хлопець
- Мілдред Девіс — дівчина
- Анна Мей Білсон — дитина
- Рой Брукс
- Семмі Брукс
- Вільям Гіллеспі
- Воллес Гоу
- Марк Джонс
- Гейлорд Ллойд
- Ерл Моган